# Сідней Рабігер
Ларс Сідней Рабігер (нім. Lars Sidney Raebiger, нар. 17 квітня 2005, Фрайберг, Німеччина) — німецький футболіст, півзахисник клубу «Айнтрахт».

## Ігрова кар'єра

### Клубна
Сідней Рабігер є вихованцем футбольної академії клубу «РБ Лейпциг», де він займався футболом з 2015 року. У 2021 році футболіст підписав з клубом свій перший професійний контракт.
7 серпня 2021 року Рабігер дебютував в основі клубу в матчі на Кубок Німеччини і у віці 16 років і 112 днів став наймолодшим гравцем в історії «РБ Лейпциг» в офіційних матчах. 8 січня 2022 року рабігер провів першу гру в основі «Лепцига» у чемпіонаті Німеччини. На той момент йому виповнилось 16 років 8 місяців і 22 дні і він став наймолодшим дебютантом клубу у Бундеслізі і третім наймолодшим дебютантом в історії Бундесліги.
Згодом через високу конкуренцію в основі Рабігер змушений був покинути клуб. Наступний сезон він провів у Другій Бундеслізі у клубі «Гройтер Фюрт». А сезон 2023/24 розпочав знову у Бунеслізі, у клубі «Айнтрахт» з Франкфурта.

### Збірна
З 2020 року Сідней Рабігер виступав за юнацькі збірні Німеччини.